# Districtul Sellye
Sellye (în maghiară Sellyei járás) este un district în județul Baranya, Ungaria.
Districtul are o suprafață de 493,69 km2 și o populație de 12.094 locuitori (2013).